# Antrum Cyclopis
L'Antrum Cyclopis ("antro del Ciclope") probabilmente era una grotta dell'antica Roma

## Descrizione
La grotta si trovava sulle pendici meridionali del Celio, nella Regio II Caelimontium, all'interno dell'odierna Villa Mattei. 
L'antro è ricordato solo dai Cataloghi regionari in questa regio.
Il Curiosum cita la struttura come Atrium Cyclopis, cioè "atrio del Ciclope". Sebbene non sia possibile definire quale delle due letture sia corretta, si ritiene più probabile che la versione corretta sia Antrum Cyclopis.
La grotta potrebbe essere identificata con l'Antrum Volcani citato da Giovenale nella Satira 1.
L'Antrum Cyclopis diede il nome al Vicus Cyclopis, citato in un'iscrizione, che probabilmente si congiungeva alla via Appia nella valle delle Camene.
Per un'altra ipotesi con il termine Antrum Cyclopis più che uno specifico luogo, si indicavano grotte naturali a coenationes, ovvero luoghi utilizzati ed arredati per cenare, come ad esempio l’antro di Tiberio a Sperlonga.